# 2012年至2013年圣安东尼奥马刺赛季
2012–13 圣安东尼奥马刺赛季為馬刺队加盟NBA的第三十七個賽季，在圣安东尼奥的第四十個賽季，也是經營第四十六個賽季。